# Sleeping with Ghosts
Sleeping With Ghosts es el cuarto álbum del grupo inglés Placebo producido y publicado en 2003.
De este álbum se extrajeron varios sencillos: «The Bitter End», «This Picture», «Special Needs» y «English Summer Rain». Después de publicar el disco en una edición sencilla, lanzaron una edición especial con las versiones que habían grabado en estudio hasta el momento. Este disco significó el reconocimiento a nivel mundial de la banda, lo que los llevaría a pisar dos años después Sudamérica.

## Canciones
- Sleeping with ghosts [Standar version]

1. . Bulletproof Cupid
2. . English Summer Rain-4:01
3. . This Picture-3:34
4. . Sleeping with Ghosts-4:39
5. . The Bitter End-3:10
6. . Something Rotten-5:28
7. . Plasticine-3:26
8. . Special Needs (Contiene como pista oculta una pieza instrumental)-5:16
9. . I'll be Yours-3:32
10. . Second Sight-2:49
11. . Protect Me From What I Want-3:15
12. . Centrefolds-5:00

- Sleeping with Ghosts [Special Edition] (Covers)

- Datos: Q672908